# 杭州金沙天街

杭州金沙天街也叫下沙龙湖天街，是杭州市钱塘区的一座购物商场，由龙湖集团投资建设，为杭州的第一家龙湖天街。

## 历史
2015年9月26日正式开业，位于下沙街道金沙大道与海达南路交汇处（金沙大道560号），近22万平米，与地铁1号线金沙湖站连通。入驻有华润万家（地下）、上影海上国际影城、唛歌KTV、威尔士健身、万宁、大食代美食广场等主要商家。
天街附近有金沙湖、龙湖.滟澜山（高层住宅小区）、杭州龙湖皇冠假日酒店、万亚美食城（地下）和自游港广场（娱乐消费商场）。